# Wellington Classic WTA 1988
Il Wellington Classic WTA 1988, noto anche come Fernleaf Classic per motivi di sponsorizzazione, è stato un torneo di tennis giocato sul cemento. È stata la 1ª edizione del torneo, che fa parte della categoria Tier V nell'ambito del WTA Tour 1988. Si è giocato a Wellington in Nuova Zelanda, dal 1º febbraio all'8 febbraio 1988.

## Campionesse

### Singolare
Jill Hetherington ha battuto in finale  Katrina Adams con il punteggio di 6–1, 6–1

### Doppio
Patty Fendick /  Jill Hetherington hanno battuto in finale  Belinda Cordwell /  Julie Richardson con il punteggio di 6–3, 6–3